# Christy Cabanne
Christy Cabanne, nato William Christy Cabanne (St. Louis, 16 aprile 1888 – Filadelfia, 16 ottobre 1950), è stato un regista, sceneggiatore e attore statunitense.
Insieme a Sam Newfield e William Beaudine, fu uno dei più prolifici registi nella storia del cinema statunitense.

## Biografia
Cabanne si laureò presso la United States Naval Academy di Annapolis, e trascorse diversi anni nella marina, da cui si congedò nel 1908. Iniziò quindi la propria carriera nel teatro, lavorando come regista oltre che come attore. Benché la recitazione fosse la sua attività principale, quando riuscì a sfondare nel mondo del cinema, lo fece principalmente in qualità di regista, grazie ai cortometraggi girati fra il 1911 e il 1914. Cabanne ottenne un contratto con la Fine Arts Co., e iniziò a lavorare come aiuto regista di David Wark Griffith.
In qualità di sceneggiatore, fu assunto dalla Metro Pictures per scrivere un serial. In seguito, fondò una propria casa di produzione, ma fu costretto a chiuderla pochi anni dopo. Infine divenne un regista, soprattutto di produzioni a basso-medio budget per la FBO, Associated Exhibitors, Tiffany e Pathé, anche se in alcune occasioni lavorò presso la Metro-Goldwyn-Mayer nella seconda metà degli anni venti in film come Il guardiamarina (1925).
Negli anni trenta, la carriera di Cabanne toccò il suo picco quando iniziò a lavorare per l'Universal, per poi tornare alla fine del decennio a dirigere produzioni a basso budget. Fra i suoi ultimi lavori si può citare Scared to Death (1947), l'unico film a colori della carriera di Bela Lugosi.

## Vita privata
Cabanne sposò Millicent Fisher, dalla quale ebbe due figli, William e Audrey. Morì il 15 ottobre 1950 per un infarto, all'età di sessantadue anni.

## Filmografia

### Regista
- Vita di Villa (Life of Villa) – cortometraggio (1912)
- During the Round-Up – cortometraggio (1913)
- An Indian's Loyalty – cortometraggio (1913)
- The Adopted Brother – cortometraggio (1913)
- An Unjust Suspicion – cortometraggio (1913)
- Influence of the Unknown – cortometraggio (1913)
- The Chieftain's Sons – cortometraggio (1913)
- So Runs the Way – cortometraggio (1913)
- The Girl Across the Way – cortometraggio (1913)
- His Inspiration – cortometraggio (1913)
- By Man's Law – cortometraggio (1913)
- The Blue or the Gray – cortometraggio (1913)
- In the Elemental World – cortometraggio (1913)
- The Conscience of Hassan Bey supervisione di David Wark Griffith – cortometraggio (1913)
- Per il suo padrone (For His Master) – cortometraggio (1914)
- The Gangsters of New York, co-regia di James Kirkwood – cortometraggio (1914)
- The Smugglers of Sligo – cortometraggio (1914)
- The Hunchback – cortometraggio, come W. Christy Cabanne (1914)
- The Great Leap: Until Death Do Us Part (1914)
- The Quicksands – cortometraggio, come W. Christy Cabanne (1914)
- La medaglia disonorata (The Dishonored Medal) - mediometraggio (1914)
- The Life of General Villa, co-regia di Raoul Walsh (1914)
- The Intruder – cortometraggio (1914)
- La ribellione di Kitty Belle (The Rebellion of Kitty Belle) – cortometraggio (1914)
- Arms and the Gringo – cortometraggio (1914)
- The Suffragette's Battle in Nuttyville – cortometraggio (1914)
- The City Beautiful – cortometraggio (1914)
- Down by the Sounding Sea – cortometraggio (1914)
- Il pistolero (The Gunman) – cortometraggio (1914)
- Moonshine Molly – cortometraggio (1914)
- A Lesson in Mechanics – cortometraggio (1914)
- Granny – cortometraggio (1914)
- For Those Unborn – cortometraggio (1914)
- Her Awakening – cortometraggio (1914)
- Environment – cortometraggio (1914)
- The Odalisque – cortometraggio (1914)
- The Saving Grace – cortometraggio (1914)
- Le due orfanelle (The Sisters) – cortometraggio (1914)
- A Question of Courage – cortometraggio (1914)
- The Better Way – cortometraggio (1914)
- The Three Brothers – cortometraggio (1915)
- The Craven– cortometraggio (1915)
- The Lost House - mediometraggio (1915)
- Enoch Arden – cortometraggio, come William Christy Cabanne (1915)
- La vendetta del fuorilegge (The Outlaw's Revenge) - come W. Christy Cabanne (1915)
- The Absentee (1915)
- The Failure - come William Christy Cabanne (1915)
- Tangled Paths – cortometraggio, come W. Christy Cabanne (1915)
- The Lamb - come W. Christy Cabanne (1915)
- Sotto l'unghia dei tiranni (Martyrs of the Alamo) - come W. Christy Cabanne (1915)
- Double Trouble - come William Christy Cabanne (1915)
- Pathways of Life – cortometraggio (1916)
- Daphne e i pirati - come William Christy Cabanne (1916)
- The Flying Torpedo, regia di John B. O'Brien e (scene battaglia) di Cabanne (1916)
- Sold for Marriage - come William Christy Cabanne (1916)
- Reggie Mixes In - come W. Christy Cabanne (1916)
- Io e il mio destino (Flirting with Fate) (1916)
- Diane of the Follies - come William Christy Cabanne (1916)
- The Great Secret - serial cinematografico (1917)
- One of Many (1917)
- The Slacker (come William Christy Cabanne) (1917)
- Miss Robinson Crusoe (come William Christy Cabanne) (1917)
- Draft 258 (come William Christy Cabanne) (1917)
- National Red Cross Pageant (come William Christy Cabanne) (1917)
- Cyclone Higgins, D.D. (come William Christy Cabanne) (1918)
- Fighting Through (come William Christy Cabanne) (1919)
- A Regular Fellow (1919)
- The Pest (1919)
- The Mayor of Filbert (come William Christy Cabanne) (1919)
- God's Outlaw (come William Christy Cabanne) (1919)
- The Pleasant Devil (come William Christy Cabanne) (1919)
- The Triflers (1920)
- Ali bruciate (Burnt Wings) (come William Christy Cabanne) (1920)
- The Notorious Mrs. Sands (come William Christy Cabanne) (1920)
- Life's Twist (come William Christy Cabanne) (1920)
- The Stealers (1920)
- What's a Wife Worth? (come William Christy Cabanne) (1921)
- Live and Let Live (1921)
- The Barricade  (come William Christy Cabanne) (1921)
- At the Stage Door (1921)
- Oltre l'arcobaleno (Beyond the Rainbow), regia di Christy Cabanne (1922)
- Till We Meet Again (1922)
- The Average Woman (1924)
- The Spitfire (come William Christy Cabanne) (1924)
- The Sixth Commandment (come William Christy Cabanne) (1924)
- Lend Me Your Husband (1924)
- Youth for Sale (come William Christy Cabanne) (1924)
- Is Love Everything? (1924)
- Il guardiamarina (The Midshipman) (1925)
- La sposa mascherata (The Masked Bride), co-regia di (non accreditato) Josef von Sternberg (1925)
- Ben-Hur (Ben-Hur: A Tale of the Christ) (1925) (non accreditato)
- Montecarlo (Monte Carlo) (1926)
- L'altare dei desideri (come William Christy Cabanne) (1927)
- Nameless Men (1928)
- Driftwood (1928)
- Annapolis (1928)
- Restless Youth (1928)
- Conspiracy (1930)
- The Dawn Trail (1930)
- Carne de cabaret (1931)
- The Sky Raiders (1931)
- Graft (1931)
- Convicted (1931)
- Hotel Continental (1932)
- The Midnight Patrol (1932)
- The Western Limited (1932)
- Umanità (Hearts of Humanity) (1932)
- Red Haired Alibi (1932)
- The Unwritten Law, co-regia di Wilfred Lucas (1932)
- Broken Hearts (1933)
- Daring Daughters (1933)
- The World Gone Mad (1933)
- Midshipman Jack (1933)
- Money Means Nothing (1934)
- Jane Eyre - L'angelo dell'amore (Jane Eyre) (1934)
- When Strangers Meet (1934)
- La casa senza amore (The Girl of the Limber Lost) (come William C. Cabanne) (1934)
- Rendez-vous at Midnight (1935)
- Agguati (Behind the Green Lights) (1935)
- Tempesta sulle Ande (Storm Over the Andes) (1935) (come W. Christy Cabanne)
- Notte gialla (One Frightened Night) (1935)
- The Keeper of the Bees (1935)
- Alas sobre El Chaco (1935)
- Another Face (1935)
- It's Up to You (1936)
- The Last Outlaw (1936)
- We Who Are About to Die (1937)
- Criminal Lawyer (1937)
- Don't Tell the Wife (1937)
- The Outcasts of Poker Flat (1937)
- Amore vince sempre (You Can't Beat Love), (1937)
- Annapolis Salute (1937)
- The Westland Case (1937)
- Everybody's Doing It (1938)
- Night Spot (1938)
- This Marriage Business (1938)
- Servizio della morte (Smashing the Spy Ring) (1939)
- Mutiny on the Blackhawk (1939)
- Tropic Fury (1939)
- Legion of Lost Flyers (1939)
- Man from Montreal (1939)
- Danger on Wheels (1940)
- Alias the Deacon (1940)
- Hot Steel (1940)
- Black Diamonds (1940)
- The Mummy's Hand (1940)
- The Devil's Pipeline (1940)
- Scattergood Baines (1941)
- Scattergood Pulls the Strings (1941)
- Scattergood Meets Broadway (1941)
- Scattergood Rides High (1942)
- Top Sergeant (1942)
- Drums of the Congo (1942)
- Timber! (1942)
- Scattergood Survives a Murder (1942)
- Cinderella Swings It (1943)
- Keep 'Em Slugging (1943)
- Dixie Jamboree (1944)
- The Man Who Walked Alone (1945)
- Sensation Hunters (1945)
- Scared to Death (1947)
- Robin Hood of Monterey (1947)
- King of the Bandits (1947)
- Back Trail (1948)
- Silver Trails (1948)

### Attore
- A Romany Tragedy, regia di David Wark Griffith – cortometraggio (1911) (con il nome W. Christy Cabanne)
- The Battle, regia di David Wark Griffith – cortometraggio (1911) (con il nome W. Christy Cabanne)
- Through Darkened Vales, regia di David Wark Griffith – cortometraggio (con il nome W. Christy Cabanne)
- The Failure, regia di David Wark Griffith – cortometraggio (1911)
- For His Son, regia di David W. Griffith (con il nome W. Christy Cabanne) – cortometraggio (1912)
- A Blot on the 'Scutcheon, regia di David W. Griffith – cortometraggio (1912)
- The Transformation of Mike, regia di David W. Griffith - (con il nome W. Christy Cabanne) – cortometraggio (1912)
- Billy's Stratagem, regia di D.W. Griffith – cortometraggio (1912)
- Under Burning Skies, regia di David W. Griffith – cortometraggio (1912)
- The Sunbeam, regia di David Wark Griffith (con il nome W. Christy Cabanne) – cortometraggio (1912)
- A String of Pearls, regia di David Wark Griffith – cortometraggio (1912)
- The Girl and Her Trust, regia di David W. Griffith - con il nome W. Christy Cabanne), cortometraggio (1912)
- The Goddess of Sagebrush Gulch, regia di David W. Griffith – cortometraggio (1912)
- Oh, Those Eyes, regia di Mack Sennett – cortometraggio (1912)
- The Punishment, regia di D.W. Griffith – cortometraggio (1912)
- Just Like a Woman, regia di D.W. Griffith – cortometraggio (1912) (con il nome W. Christy Cabanne)
- The Old Actor di David W. Griffith – cortometraggio (1912) (con il nome W. Christy Cabanne)
- A Lodging for the Night, regia di David Wark Griffith – cortometraggio (1912) (con il nome W. Christy Cabanne)
- When Kings Were the Law, regia di David Wark Griffith – cortometraggio (1912)
- A Beast at Bay, regia di D.W. Griffith – cortometraggio (1912) (con il nome W. Christy Cabanne)
- Algy the Watchman, regia di Henry Lehrman – cortometraggio (1912) (con il nome W. Christy Cabanne)
- Home Folks, regia di David Wark Griffith – cortometraggio (1912) (con il nome W. Christy Cabanne)
- A Temporary Truce, regia di David Wark Griffith – cortometraggio (1912)
- Lena and the Geese, regia di David W. Griffith – cortometraggio (1912) (con il nome W. Christy Cabanne)
- Heaven Avenges, regia di David Wark Griffith e Frank Powell (1912) (con il nome W. Christy Cabanne)
- The Would-Be Shriner, regia di Mack Sennett (1912) (con il nome W. Christy Cabanne)
- Black Sheep, regia di David Wark Griffith e Wilfred Lucas (1912)
- The Narrow Road, regia di D.W. Griffith (1912) (con il nome W. Christy Cabanne)
- A Child's Remorse, regia di D.W. Griffith (1912) (con il nome W. Christy Cabanne)
- The Inner Circle, regia di David Wark Griffith (1912)
- Tragedy of the Dress Suit, regia di Mack Sennett (1912)
- A Pueblo Legend di David Wark Griffith (1912)  (con il nome W. Christy Cabanne)
- Two Daughters of Eve di D.W. Griffith (1912) (con il nome W. Christy Cabanne)
- So Near, Yet So Far di D.W. Griffith (1912) (con il nome W. Christy Cabanne)
- The Painted Lady di D.W. Griffith (1912)   (con il nome W. Christy Cabanne)
- At the Basket Picnic di Dell Henderson (1912) (con il nome W. Christy Cabanne)
- The Musketeers of Pig Alley di David Wark Griffith (1912)  (con il nome W. Christy Cabanne)
- Heredity di David W. Griffith (1912) (con il nome W. Christy Cabanne)
- The Club-Man and the Crook, regia di Dell Henderson (1912) (con il nome W. Christy Cabanne)
- The Informer di D.W. Griffith (1912)
- My Hero di D.W. Griffith  (1912)  (con il nome W. Christy Cabanne)
- A Cry for Help di D.W. Griffith (1912)  (con il nome W. Christy Cabanne)
- The God Within di David Wark Griffith (1912) (con il nome W. Christy Cabanne)
- A Chance Deception, regia di David W. Griffith (1913)
- Near to Earth, regia di David W. Griffith  (1913)
- A Misunderstood Boy, regia di David W. Griffith (1913)
- The Wanderer, regia di D.W. Griffith (1913)
- The House of Darkness, regia di D.W. Griffith  (1913) (con il nome W. Christy Cabanne)
- The Yaqui Cur, regia di David Wark Griffith  (1913)
- His Mother's Son, regia di David Wark Griffith (1913) (con il nome W. Christy Cabanne)
- A Timely Interception, regia di David Wark Griffith  (1913)
- Almost a Wild Man, regia di Dell Henderson (1913)
- The Mothering Heart, regia di David Wark Griffith  (1913)
- Her Mother's Oath, regia di David Wark Griffith  (1913)
- The Sorrowful Shore, regia di David Wark Griffith  (1913) (con il nome W. Christy Cabanne)
- The Coming of Angelo, regia di David Wark Griffith  (1913)
- The Work Habit, regia di Anthony O'Sullivan (1913)
- Giuditta di Betulla (Judith of Bethulia), regia di David Wark Griffith  (1914)

### Sceneggiatore
- His Inspiration, regia di Christy Cabanne (1913)
- So Runs the Way, regia di Christy Cabanne – cortometraggio (1913)
- The Absentee, regia di Christy Cabanne (1915)
- One of Many, regia di Christy Cabanne (1917)